# Margaret Umbers
Margaret Umbers ist eine neuseeländische Schauspielerin und Sängerin. 

## Schauspielkarriere
Im Jahr 1981 war Margaret Umbers im Film Smash Palace in einer Nebenrolle als Rose zu sehen. Es folgten Fernsehauftritte in One of those Blighters und Both Sides of the Fence.  In David Blyths preisgekröntem Horror-Splatterfilm Death Warmed Up von 1984 spielte sie eine der Hauptrollen als Sandy, der Freundin eines Rachemörders.  Im Deutschen wurde der Film als Robot Maniac veröffentlicht. Im selben Jahr sah man Umbers erstmals in Heroes, einer Fernsehserie über eine aufstrebende Band. Als Bassistin Maxine Harris spielte sie darin eine Hauptrolle, die sie bis 1986 in sämtlichen vierzehn Episoden innehatte.
1985 erschien Fahrt ins Grauen (Originaltitel: Mr Wrong) mit Margarete Umbers als Samatha. Im Horrorfilm Die Brücke ins Jenseits (OT: Bridge to Nowhere) musste sie sich im Jahr 1986 als Tanya in der Wildnis gegen einen gewalttätigen Landbesitzer behaupten. Mit sieben Auftritten als Cassie Campbell in Neighbours (1986) und zwei Auftritten in E Street (1989), sowie einem in Chances (1991) folgten wiederum Rollen in Fernsehserien.
In der ab 1992 ausgestrahlten Krankenhausserie Shortland Street wirkte sie in mehreren Episoden als Dr. Katherine Blake mit, welche fälschlicherweise vorgibt Ärztin zu sein und versucht ihren Freund zu ermorden.

## Musikkarriere
Neben dem Schauspiel war Margaret Umbers auch immer an Musik interessiert, dabei hat sie sich als Sängerin vor allem auf Jazz spezialisiert. Im Jahr 2013 erschien mit Love on a Swing ihr Debütalbum, welches auf dem neuseeländischen Newsportal Stuff beschrieben wurde als „eleganter, nahtloser, sexy Jazz, der einen in eine Ära hochprozentiger Drinks, Zigarren und Seide zurückführt“.

## Filmografie
- 1981: Smash Palace
- 1982: One of those Blighters
- 1982–1983: Both Sides of the Fence (Fernsehserie)
- 1984: Robot Maniac
- 1984–1986: Heroes (Fernsehserie, 14 Episoden)
- 1985: Fahrt ins Grauen
- 1986: Die Brücke ins Jenseits
- 1986: Neighbours (Fernsehserie, 7 Episoden)
- 1989: E Street (Fernsehserie, 2 Episoden)
- 1991: Chances (Fernsehserie, 1 Episode)
- 1993–1994: Shortland Street (Fernsehserie, 28 Episoden)

## Diskografie
- 2013: Love on a Swing